# Jourdain Ier d'Aversa
Jourdain Ier d'Aversa (en italien : Giordano d'Aversa) est dans la seconde moitié du XIe siècle, le 7e comte d'Aversa et le 2e prince (normand) de Capoue.

## Biographie
Le comte Jourdain Ier d'Aversa est le fils et successeur de Richard Drengot, de la Maison Quarrel-Drengot, et de Frédésende, fille de Tancrède de Hauteville et sœur de Robert Guiscard.
Il est associé au pouvoir par son père en juin 1058, épouse en 1077 la princesse lombarde Gaitelgrima (une fille de Guaimar IV de Salerne), et règne seul d'avril 1078 jusqu'à sa mort le 5 avril 1091, laissant pour successeur un jeune fils, Richard II d'Aversa, associé au trône en septembre 1080, un deuxième fils, Robert Ier d'Aversa, qui sera le successeur de son frère, et enfin un troisième fils, Jourdain II d'Aversa, qui succédera à ses aînés et à son neveu.
Il meurt à Piperno et est inhumé au Mont-Cassin.